# Al-Bakri (cràter)
Al-Bakri (àrab:البكري) és un petit cràter d'impacte lunar, localitzat a la vora nord-oest del Mare Tranquillitatis. Està just al sud del braç est dels Montes Haemus, que limiten amb el Mare Serenitatis cap al nord. Cap a l'est-nord-est es troba el prominent cràter Plinius.
Cap al sud del cràter es troba el sistema d'esquerdes denominat Rimae Maclear.
Al-Bakri era designat prèviament Tacquet A, abans que la Unió Astronòmica Internacional en canviés el nom. El cràter Tacquet es troba cap al nord-oest, al Mare Serenitatis.